# Le Louroux
Le Louroux település Franciaországban, Indre-et-Loire megyében. Lakosainak száma 531 fő (2022. január 1.). Le Louroux Bossée, Louans, Manthelan, Sainte-Catherine-de-Fierbois, Sainte-Maure-de-Touraine és Tauxigny-Saint-Bauld községekkel határos.

## Népesség
A település népességének változása:
| Lakosok száma | 443  | 353  | 373  | 464  | 491  | 520  | 531  | 527  | 527  | 531  |
|               | 1968 | 1982 | 1990 | 2006 | 2013 | 2015 | 2017 | 2019 | 2020 | 2022 |